# Parafia św. Jana Chrzciciela i św. Franciszka z Asyżu w Bychawie
Parafia św. Jana Chrzciciela i św. Franciszka z Asyżu w Bychawie – parafia rzymskokatolicka w Bychawie, należąca do archidiecezji lubelskiej i Dekanatu Bychawa.
Graniczy z parafiami:
- Wszystkich Świętych w Bychawce (od północy)
- NMP Matki Kościoła w Kosarzewie (od wschodu)
- św. Antoniego z Padwy w Woli Gałęzowskiej (od południa)
- Trójcy Przenajświętszej i Nawiedzenia NMP w Kiełczewicach (z dekanatu Zakrzówek) (od zachodu)

## Historia[1]

### Początki parafii
Pomimo braku zachowanej informacji dotyczącej erekcji parafii można stwierdzić z materiałów przechowywanych przez Archiwum Archidiecezji Krakowskiej, że pierwszy zapis jako jednostki prawnej jest z 1325 roku.
Parafia była uposażona w grunty orne, łąki i ogrody. Posiadała drewniany kościół pw. śś. Apostołów Piotra i Pawła. Do dzisiejszych czasów nie została ustalona ostateczna lokalizacja świątyni, lecz od wielu lat krąży po Bychawie hipoteza mówiąca o tym, że podczas budowy pawilonu handlowego przy zbiegu ulic Partyzantów i Piłsudskiego natknięto się na ludzkie szczątki.
Niewiele można stwierdzić o historii parafii z tego okresu. Napad Tatarów w 1524 r. doprowadził do zniszczenia okolicy, a także do strat w ludziach co mogło również skutkować ucierpieniem parafii. Po trudnych czasach nadszedł rok 1537, czyli założenie miasta o nazwie Kletno (Bychawa).

### Czasy reformacji
Po kilku latach spokoju w życiu parafii nadeszły lata kryzysu. Około 1560 roku przekazano kościół wyznawcom kalwinizmu. Zajęli również szkołę parafialną. Bychawa została najbardziej znanym i liczącym się ośrodkiem ruchu kalwińskiego.
W Bychawie działała również na wysokim poziomie szkoła kalwińska. W 1560 roku odbyły się dwa synody kalwińskie: 14 stycznia i 24 kwietnia.
Katolicy z terenu Bychawy korzystali z posług religijnych w sąsiednich parafiach: Bychawce, Krzczonowie i Kiełczewicach.
Po rozłamie kalwinizmu i wyodrębnieniu się arian zbór i szkoła straciły na znaczeniu, więc przestały istnieć. Kalwini, opuszczając kościół, ograbili go doszczętnie, a nawet mogli go zniszczyć.

### Odbudowa parafii
W 1603 roku katolicy rozpoczęli budowę nowego, murowanego kościoła pw. św. Jana Chrzciciela. Budowa trwała 36 lat. 14 listopada 1639 roku biskup krakowski Tomasz Oborski dokonał jego konsekracji. Ówczesnym proboszczem był ks. Sebastian Piątkowski.
Kilkakrotnie zmieniała przynależność diecezjalną: początkowo w archidiakonacie lubelskim, w diecezji kieleckiej i od 1818 roku w diecezji lubelskiej, dekanacie chodelskim, lubelskim, od 1948 roku w dekanacie bychawskim.  W latach 1988–1994 rozbudowano kościół parafialny w kierunku zachodnim za względu na bardzo dużo liczebność parafian, którzy nie mogli wszyscy zmieścić się w świątyni.

## Zasięg parafii
Oprócz miasta Bychawa obejmuje miejscowości: Biesiadki, Gałęzów-Kolonia Pierwsza, Gałęzów-Kolonia Druga, Gałęzów, Grodzany, Marysin, Pawłów-Kolonia, Podzamcze, Skawinek, Wandzin, Wincentówek, Wola Duża-Kolonia, Wola Duża, Zadębie, Zaraszów-Kolonia, Zaraszów i Zdrapy.

## Wykaz proboszczów
| lata posługi     | imię/ imiona i nazwisko  |
| ---------------- | ------------------------ |
| 1944 - 1948      | ks. Jan Soroka           |
| 1948 - 1958      | ks. Wincenty Szczepaniak |
| 1958 - 1976      | ks. Dominik Maj          |
| 1976 - 1983      | ks. Zygmunt Kopa         |
| 1983 - 1997      | ks. Tadeusz Bereza       |
| 1997 - 2001      | ks. Kazimierz Gajda      |
| 2001 - (obecnie) | ks. Andrzej Romuald Kuś  |

## Kaplice na terenie parafii
1. Kaplica w Samodzielnym Publicznym Zakładzie Opieki Zdrowotnej w Bychawie
2. Kaplica w Zaraszowie
3. Kaplica w Kolonii Gałęzów
4. Kaplica w Domu Zakonnym Sióstr Albertynek Posługujących Ubogim w Bychawie

## Kancelaria parafialna
Urzędująca w dni powszednie według grafiku znajdującego się na drzwiach kancelarii.

## Struktura parafii

### Formy duszpasterstwa
1. Akcja Katolicka
2. Asysta Kościelna
3. Caritas
4. Oaza Rodzin
5. Chór parafialny
6. Schola
7. Kiosk parafialny
8. Ministranci
9. Domowy Kościół
10. Betania
11. Legion Maryi
12. Wspólnota Krwi Chrystusa
13. Akademia Młodzieżowa